# Devaramadahalli, Nagamangala
Devaramadahalli là một làng thuộc tehsil Nagamangala, huyện Mandya, bang Karnataka, Ấn Độ.